# Paspalum filiforme
Paspalum filiforme là một loài thực vật có hoa trong họ Hòa thảo. Loài này được Sw. mô tả khoa học đầu tiên năm 1788.